# Peroryctes
Peroryctes  es un género de bandicuts, dentro del orden de los peramelemorfos. Son marsupiales omnívoros de tamaño pequeño-medio originarios de Nueva Guinea. 
Se ha encontrado especias fósiles en Australia, incluyendo  P. tedfordi  y una especie que todavía no ha recibido nombre.